# Сила і честь (партія)
«Сила і Честь» — українська політична партія, яку очолює політичний та громадський діяч Ігор Смешко.

## Ідеологія
2014 року партія виступала за розвиток Збройних сил України та інтеграцію до НАТО. На виборах 2019 року виступала за євроінтеграційний курс та членство в ЄС.
Серед проблем управління державою, програма партії 2019 року виділяла конфлікт інтересів між президентом і прем'єр-міністром. Пропонувалося обмежити повноваження президента та зробити його підзвітним парламенту.

## Історія
Партію засновано 2009 року.

## Участь у виборах

### Місцеві вибори 2010
Партія брала участь у місцевих виборах 2010 року. Зокрема 2 її кандидати стали депутатами Чернігівської обласної ради.

### Парламентські вибори 2014

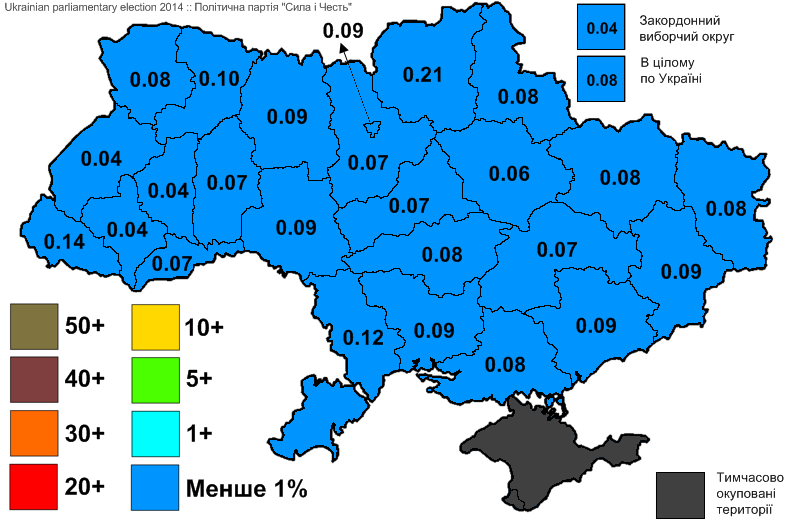
Результати виборів до ВР України. 2014 рік.

Партія брала участь у виборах до Парламенту 26 жовтня 2014 року, місць у Раді не отримала.
Під першим номером — генерал армії України, Олександр Кіхтенко, який з 10 жовтня 2014 року був головою Донецької обласної адміністрації.
Голова партії Ігор Смешко через роботу на посаді голови Комітету з питань розвідки при Президентові України (з 7 жовтня 2014 року), не зміг очолити список партії.
Перша десятка:
1. Олександр Кіхтенко
2. Микола Обиход
3. Оксана Андрієнко
4. Володимир Патраманський
5. Юрій Антипкін
6. Петро Шаповал
7. Анатолій Довгополий
8. Оксана Бєльська
9. Юрій Прокоф'єв
10. Степан Свистович

Усього у виборчих списках зареєстровано 72 кандидати від партії.

### Парламентські вибори 2019
На парламентських виборах 2019 року партія «Сила і честь» не потрапила в Парламент. Виборчою кампанією займався Дмитро Гордон.
На виборах 2019 року виступала за євроінтеграційний курс та/або членство в ЄС. Серед іншого, виступали за: боротьбу з корупцією, судову реформу, реформування сфери безпеки й стабільності, реформування цифрового ринку, охорону довкілля. Також, наводився перелік політик, що мають покращити ведення бізнесу та інтенсифікувати торгівлю. У своїй програмі партія виокремила пріоритетні галузі: підприємства наукомісткого промислового виробництва, ІТ-галузь, креативні індустрії. У фіскальній політиці — пропонувала об'єднати ЄСВ з податком на доходи фізичних осіб (ПДФО) з кінцевою ставкою 22 %.
Перша десятка:
1. Ігор Смешко, керівник партії
2. Олена Сотник, народний депутат, фракція партії «Самопоміч», голова молодіжного крила Самопомочі.
3. Рефат Чубаров, голова Меджлісу кримськотатарського народу
4. Іван Мірошниченко, народний депутат, фракція партії «Самопоміч».
5. Володимир Замана, колишній начальник Генерального штабу
6. Ольга Романюк, вчена, спеціаліст із ЖКГ
7. Андрій Гайдуцький, економіст, фінансист
8. Ірина Сисоєнко, народний депутат, фракція партії «Самопоміч».
9. Володимир Тимошенко, генерал-лейтенант, один із засновників управління К в СБУ
10. Анатолій Макаренко, екс-глава митниці.

### Місцеві вибори 2020
Партія брала участь у місцевих виборах 2020 року. Зокрема 4 її кандидати стали депутатами Волинської обласної ради (Роман Карпюк, Віктор Галан-Влащук, Людмила Стасюк, Володимир Дибель).

## Органи управління
Структуру партії складають її центральні керівні й контрольно-ревізійні органи та первинні організації. Центральними керівними органами партії є з'їзд, політрада та політвиконком. Нагляд за дотриманням статуту здійснює центральна контрольно-ревізійна комісія.
Вищим керівним органом партії є з'їзд, який скликається за рішенням політради або головою партії або на вимогу не менш як 2/3 регіональних організацій партії. Проводиться не рідше одного разу на чотири роки.